# Anacroneuria oreja
Anacroneuria oreja és una espècie d'insecte plecòpter pertanyent a la família dels pèrlids que es troba a Sud-amèrica: Colòmbia.
Els adults presenten el cap de color marró clar amb ocels circulars negres.
En el seu estadi immadur és aquàtic i viu a l'aigua dolça, mentre que com a adult és terrestre i volador.